# Bronisław Koniuszy
Bronisław Koniuszy (ur. 1917 w Polichty/Brzozowa, zm. 1986 w Warszawie) – polski rzeźbiarz.
Jest autorem m.in. pomnika 1 Armii Wojska Polskiego znajdującego się w niemieckim Sandau oraz popiersia Jerzego Waszyngtona w Warszawie. Wykonał także pomnik Mikołaja Kopernika w Chicago (kopia warszawskiej wersji pomnika), warszawską rzeźbę Taniec oraz popiersia Tadeusza Kościuszki, znajdujące się dziś w Otwocku i Maciejowicach. Został pochowany na Powązkach Wojskowych w Warszawie (kwatera B21-3-7). 
Galeria Bronisława Koniuszego znajdowała się przy ul. Francuskiej, na Saskiej Kępie.

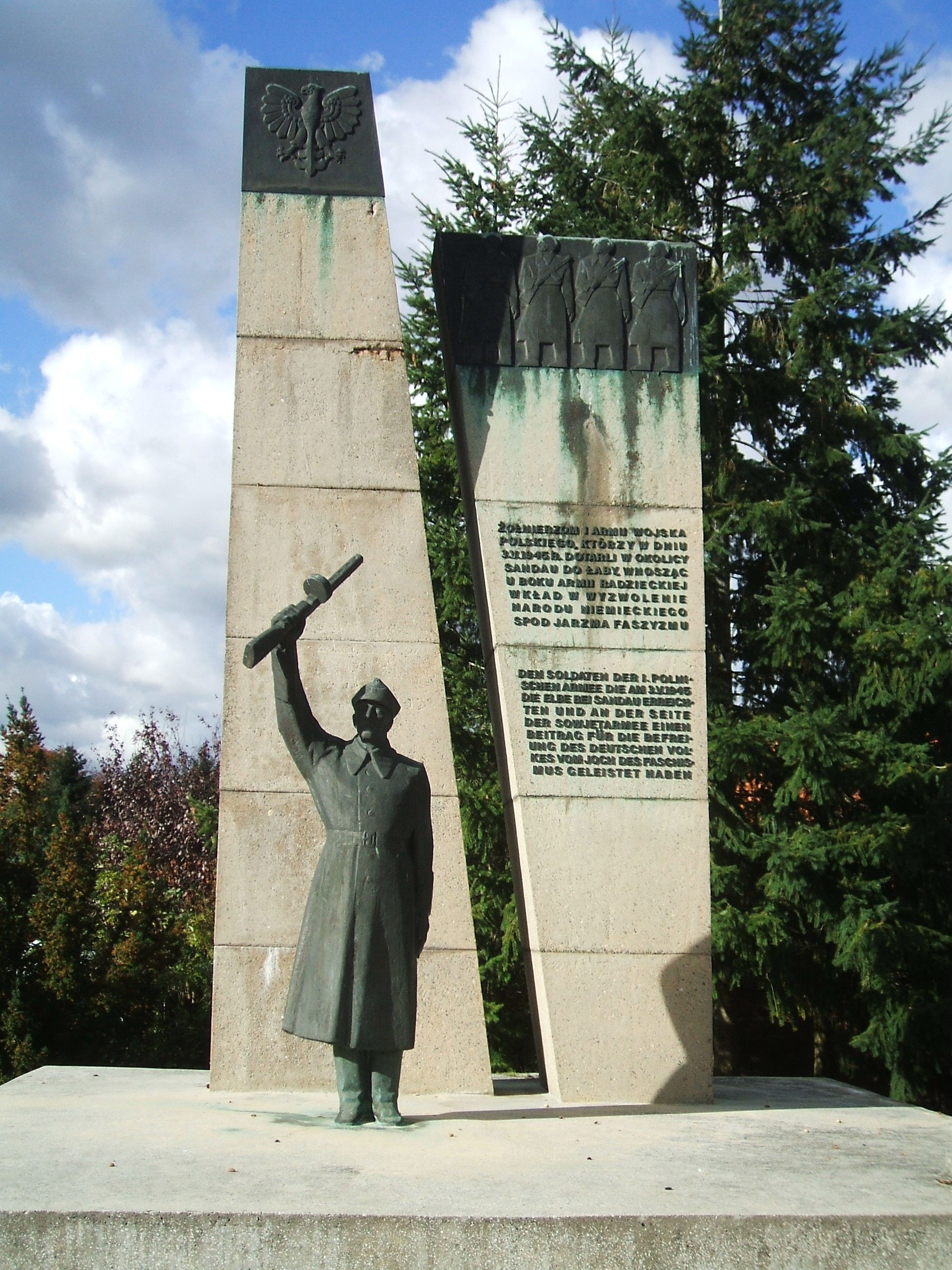
Pomnik 1 Armii Wojska Polskiego w Sandau
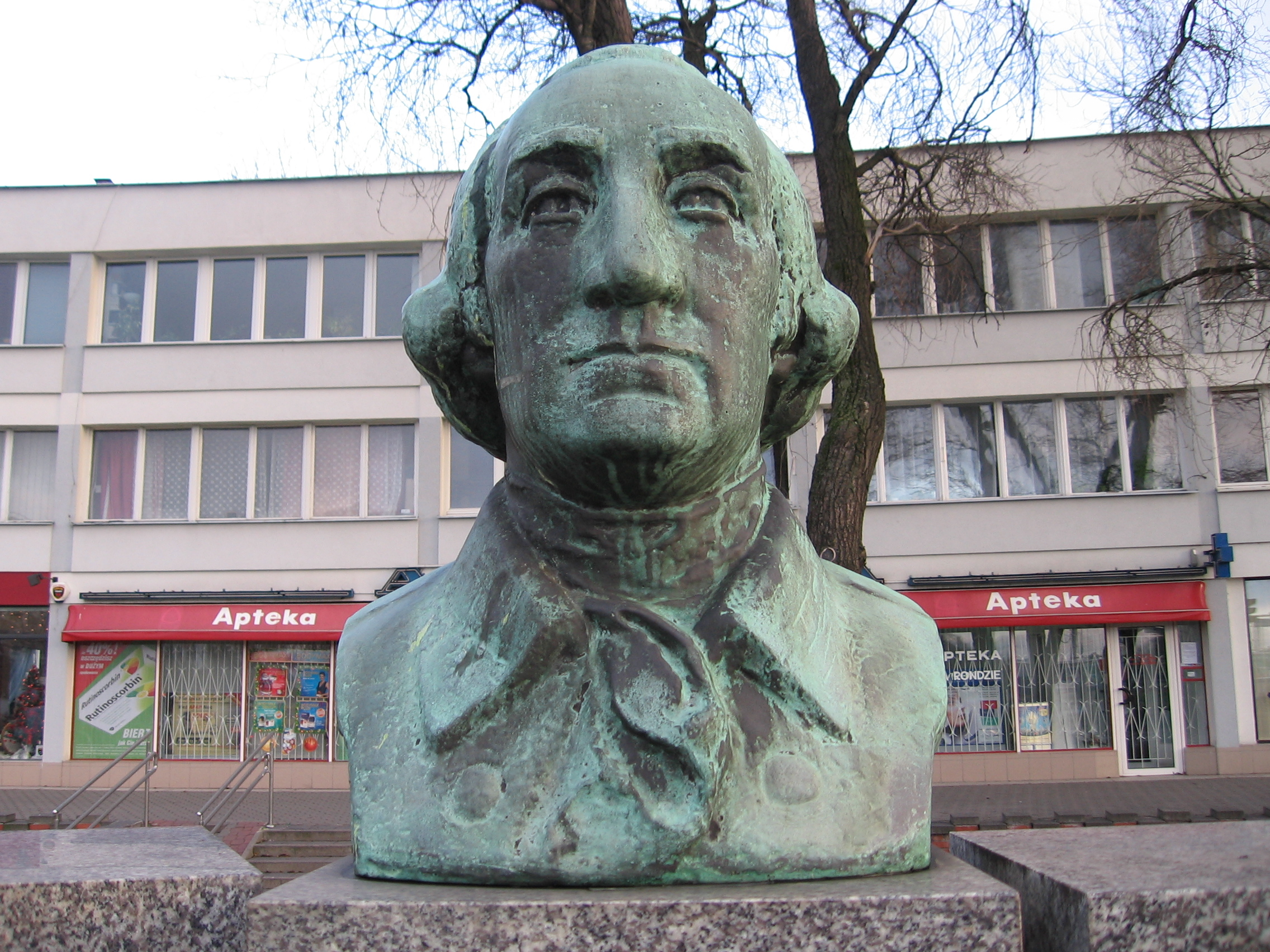
Popiersie Jerzego Waszyngtona w Warszawie
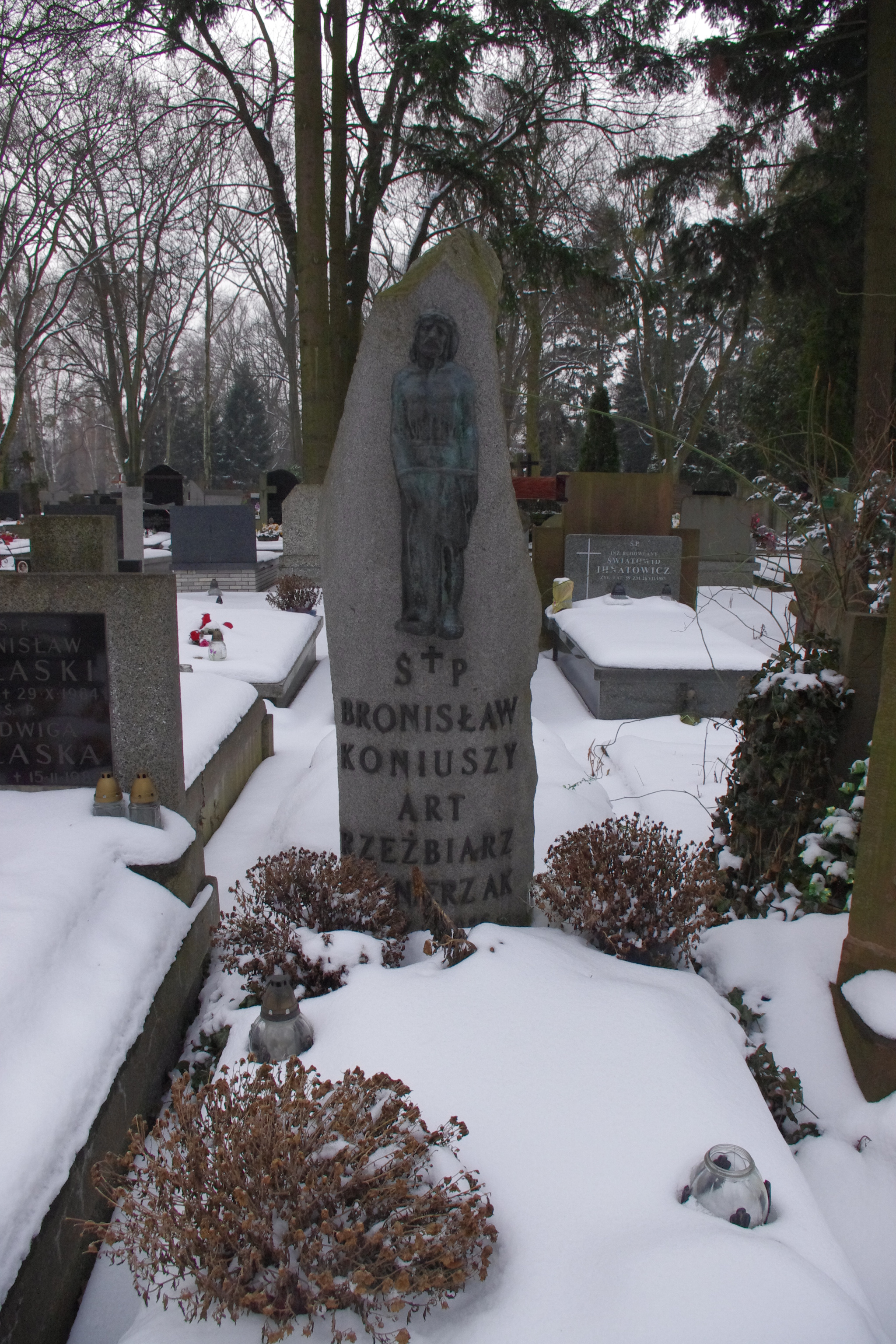
Grób Bronisława Koniuszego na Cmentarzu Wojskowym na Powązkach w Warszawie